# Rhopalizus chlorolineatus
Rhopalizus chlorolineatus là một loài bọ cánh cứng trong họ Cerambycidae.